# Roza Galieva
Rozalia Ilfovna Galieva ou Roza Galieva, née le 28 avril 1977 à Almalyk (RSS d'Ouzbékistan), est une gymnaste artistique. Elle a évolué sous les couleurs de l'URSS jusqu'en 1991, puis avec l'équipe unifiée en 1992, avant de prendre la nationalité ouzbèke de 1992 à 1994, puis russe en 1995. 

## Palmarès

### Jeux olympiques
- Barcelone 1992
  -  médaille d'or au concours par équipes

- Atlanta 1996
  -  médaille d'argent au concours par équipes

### Championnats du monde
- Indianapolis 1991
  -  médaille d'or au concours par équipes

### Championnats d'Europe
- Birmingham 1996
  -  médaille d'or à la poutre
  -  médaille d'argent au concours par équipes